# Archimag
Archimag est un magazine professionnel mensuel publié par la société IDP, filiale du groupe Serda. Il s'adresse aux spécialistes de l'infodoc.

## Historique et caractéristiques
Le titre, lancé en juin 1985 par Louise Guerre, avait selon son éditeur une diffusion par numéro de 4500 exemplaires en 1999 et de 7000 exemplaires en 2014. Son contenu, orienté vers les métiers de l'infodoc (bibliothécaires, archivistes, documentalistes, responsables de veille stratégique, membres des directions informatiques), domaine dans lequel le titre est considéré comme un des périodiques de référence, est organisé en dossier de fond, une rubrique actualités, des informations sur les outils et une mise en perspective.  
En 2015, les 25 premières années sont numérisées et mises en ligne en libre accès,. En 2021, Archimag met à jour ses archives en numérisant l'ensemble de ses anciens numéros jusqu'en décembre 2020,[source secondaire souhaitée]. 
Louise Guerre est la directrice de rédaction. Elle est également présidente du groupe Serda.